# Friedrich Carl von Savigny

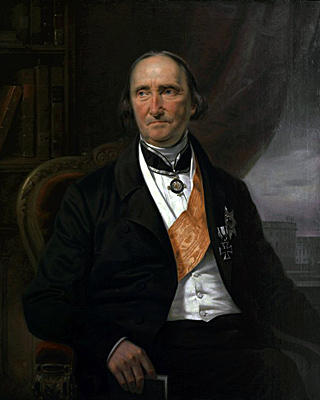
Friedrich Carl von Savigny. Gemälde von Franz Krüger (um 1850)

Friedrich Carl von Savigny [ˈsaviɲi] (* 21. Februar 1779 in Frankfurt am Main; † 25. Oktober 1861 in Berlin) war ein deutscher Rechtsgelehrter. Er war Professor der Jurisprudenz und 1812/13 Rektor der Universität zu Berlin, Mitglied des Preußischen Staatsrats und Staatsminister für Gesetzesrevision (1842–1848). Er gilt als Begründer der Historischen Rechtsschule.

## Leben
Savigny stammte aus einem lothringischen Geschlecht, das 1630 in Richtung Deutschlands Südwesten abwanderte, um sich in die Dienste dort ansässiger Landesherren zu stellen. Der Name Savigny soll sich von einer gleichnamigen Burg bei Charmes im Moseltal ableiten. Sein Vater Christian Karl Ludwig von Savigny (1726–1791) – ab 1766 Reichsritter – war geheimer Regierungsrat des Fürsten von Isenburg bzw. des Fürsten von Nassau-Usingen sowie Gesandter beim Oberrheinischen Reichskreis in Frankfurt am Main. Bereits der Großvater Ludwig von Savigny (1684–1740) war Geheimer Rat und Kabinettsminister von Pfalz-Zweibrücken gewesen, auch die Urgroßväter Johann Hieronymus Felix von Cranz (1659–1731) und Johann Georg von Plönnies (1666–1733) hatten Justiz- bzw. Verwaltungsämter in hessischen und nassauischen Fürstentümern. Die Mutter Henriette Philippine Groos (1743–1792) war eine Tochter des Geheimen Rates Groos aus Zweibrücken. Friedrich Carl von Savigny wurde im reformierten Bekenntnis seiner Mutter erzogen. Er hatte zwölf Geschwister, die alle früh verstarben.
Nachdem Savigny im Alter von 13 Jahren zum Waisen geworden war, zog ihn sein Vormund Constantin von Neurath in Wetzlar auf, wo er das Gymnasium absolvierte. 1795 schrieb er sich an der Universität Marburg zum Studium der Rechtswissenschaften ein und hörte Vorlesungen von Anton Bauer und Philipp Friedrich Weis. Dieser versuchte Savigny auch auf die Altertumswissenschaften zu lenken und äußerte sich am 1. September 1797 über Savigny:

„Er hat so viele Beweise seiner ausgezeichneten Talente, scharfen Beurteilungskraft und gründlichen Kenntnisse im Römischen Recht gegeben, daß ich ihn für den vorzüglichsten unter allen meinen Zuhörern während meines akademischen Lehramts zu erklären kein Bedenken trage.“

Im Sommer 1799 lebte Friedrich Carl von Savigny einige Zeit auf einem der Familie von Leonhardi gehörenden Gut in Lengfeld (Odenwald). Friedrich von Leonhardi war ein Studienfreund aus Marburg. Dort traf er die 19 Jahre alte Karoline von Günderrode, die sich in ihn verliebte.
Nach Studien in Jena, Leipzig, Göttingen und Halle kehrte er 1800 nach Marburg zurück. Da er finanziell unabhängig war, konnte er seine Studienwanderjahre dazu nutzen, viele persönliche Kontakte zu knüpfen, Erfahrungen auszutauschen und Handschriften sowie Exzerpte zu studieren.
Nach Marburg zurückgekehrt, wurde er im selben Jahr promoviert. Seine Dissertation behandelte das Thema: De concursu delictorum formali. Unmittelbar anschließend ging er auf Reisen und lernte in Jena, vermittelt durch seinen Schulkameraden Hans von Bostel aus Wetzlar, Clemens Brentano kennen. Im Frühjahr 1801 führte Brentano Savigny in seine Familie ein und reiste anschließend mit ihm den Rhein entlang. In Marburg unterrichtete er als Privatdozent Strafrecht und die justinianischen Pandekten. Zu seinen Schülern gehörten die Brüder Grimm. Bereits 1803 habilitierte Savigny. Er veröffentlichte seine berühmte Untersuchung Das Recht des Besitzes und wurde schnell ein gefeierter Lehrmeister.
Im Mai 1803 verlobte er sich mit Clemens’ jüngerer Schwester Kunigunde Brentano (genannt Gundel) und heiratete sie im April 1804. Sie war Tochter des Kaufherren, kurtrierischen Geheimen Rats und Residenten in Frankfurt Peter Anton Brentano (1735–1797) und dessen Ehefrau Maximiliane von La Roche (1756–1793). Die Hochzeit fand in der protestantischen Kirche zu Meerholz statt, obwohl seine Braut katholisch war. Clemens und Bettina Brentano (spätere von Arnim) waren folglich mit Savigny verschwägert. Das Paar hatte fünf Söhne, von denen zwei früh verstarben, sowie eine Tochter. Das Kindesalter überlebten Bet(t)ina (1805–1835), Franz (1808–1852; preußischer Kammergerichtsreferendar in Berlin), Carl Friedrich (1814–1875) und Leo (1820–1886; preußischer Kammerherr).

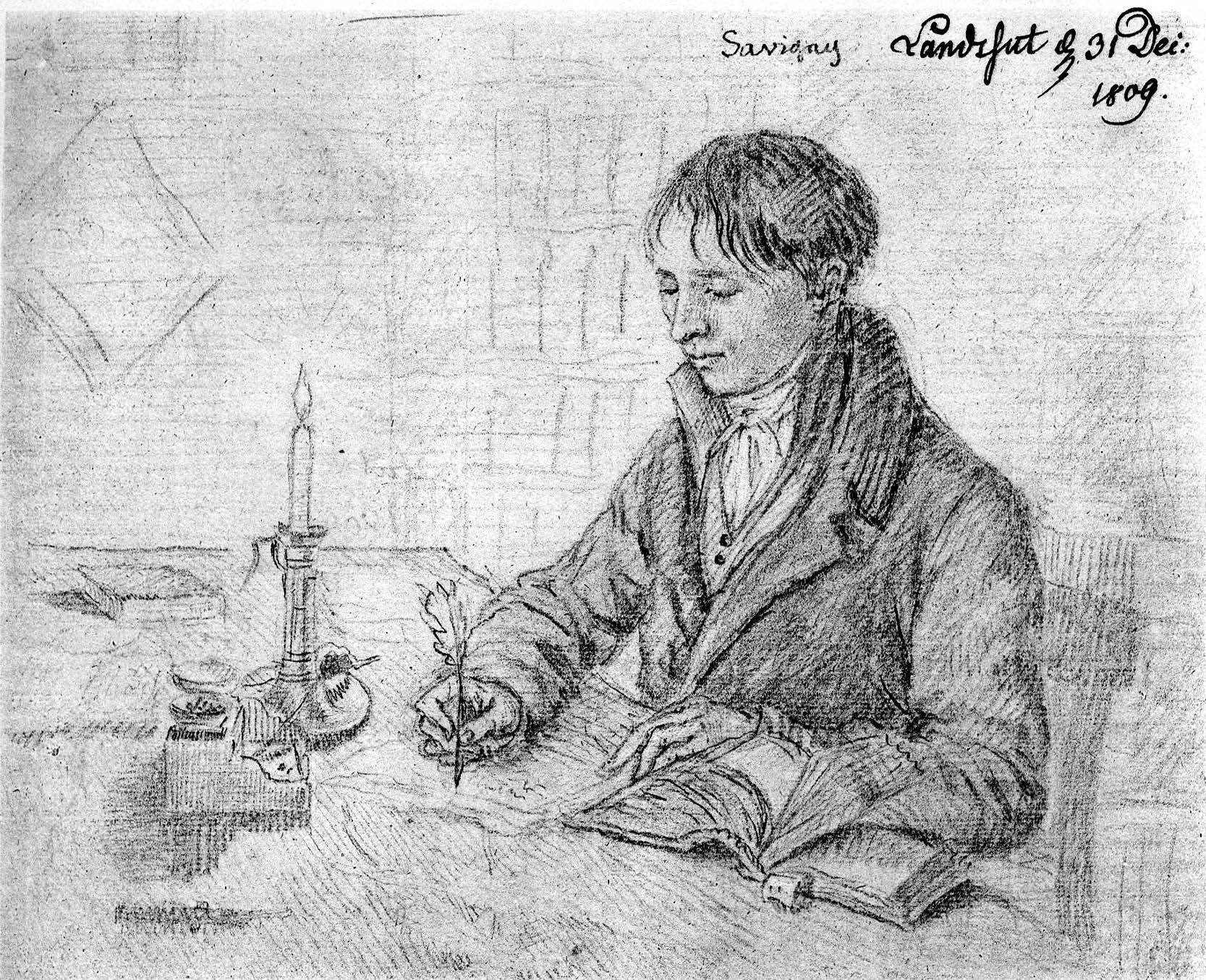
Savigny, Landgut, 31. Dez. 1809. Zeichnung von Ludwig Emil Grimm

1808 wurde Savigny auf eine ordentliche Professur für römisches Zivilrecht an die Universität Landshut berufen, wo er aber nur drei Semester lehrte. Wilhelm von Humboldt empfahl Savigny dem König Friedrich Wilhelm III. von Preußen als einen der vorzüglichsten deutschen Juristen für die zu gründende Berliner Universität und sandte jenem gleichzeitig die Nachricht: „Sie müssen noch eher da sein als die Universität.“ Auch Clemens Brentano legte Savigny die preußische Hauptstadt nahe, doch band sich Savigny, nach einem Intermezzo ab 1808 in Landshut, erst ab April 1810 an eine Anstellung in Berlin. Die Universität nahm im Oktober 1810 ihren Betrieb auf und Savigny lehrte die „Institutionen“ und „Rechtsgeschichte“ täglich sowie in wöchentlicher Wiederkehr „Pfandrecht“.
Neben seiner Lehr- und Forschungstätigkeit übte er in den Jahren 1812/13 das Rektorenamt aus und führte den von der juristischen Fakultät geschaffenen Spruchkörper des Spruch-Collegiums. Es handelte sich dabei um ein außerordentliches Gericht, das ordentlichen Gerichten auf deren Anfrage hin, seine Einschätzung abgab. Daneben unterrichtete Savigny als Privatlehrer den preußischen Kronprinzen in den Fächern Römisches Recht, Preußisches Recht und Strafrecht.
1814 erschien als Erwiderung auf Thibauts Thesen Über die Notwendigkeit eines allgemeinen bürgerlichen Rechts für Deutschland seine Streitschrift Vom Beruf unserer Zeit für Gesetzgebung und Rechtswissenschaft. Im gleichen Jahr kam sein Sohn Karl Friedrich von Savigny auf die Welt, der später als Diplomat von sich reden machen sollte. 1815 gründete er gemeinsam mit Karl Friedrich Eichhorn und Johann Friedrich Ludwig Göschen die Zeitschrift für geschichtliche Rechtswissenschaft als Organ der Historischen Rechtsschule. 1815 erschien der erste Band seiner Geschichte des römischen Rechts im Mittelalter, die er erst 1831 abschließen konnte.

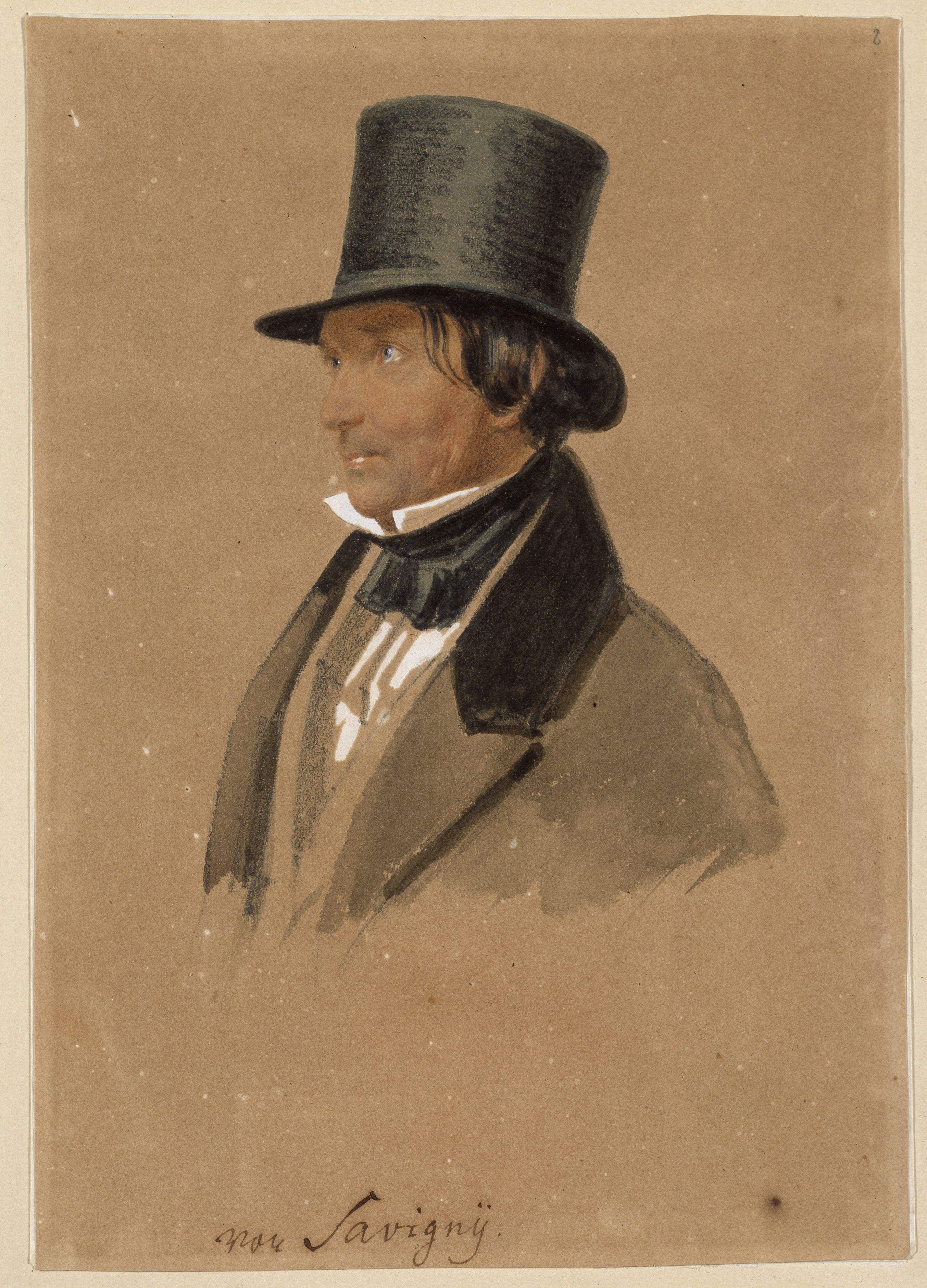
Von Savigny. Aquarell von Franz Krüger (1837)

1817 wurde er als Staatsrat Mitglied des preußischen Justizministeriums, 1819 Mitglied des Obertribunals für die Rheinprovinzen und 1820 Mitglied der Kommission für die Gesetzgebungsrevision des Allgemeinen preußischen Landrechts. 1829 wurde er in den Preußischen Staatsrat berufen.
Savigny begann 1835 mit der Erarbeitung seines Werks System des heutigen römischen Rechts. Er gilt zugleich als Begründer des modernen Internationalen Privatrechts, für das er im VIII. Band seines Systems des heutigen Römischen Rechts das Leitprinzip entwickelte, für die Bestimmung des auf ein Rechtsverhältnis anwendbaren Rechts sei darauf abzustellen, wo es „seiner eigentümlichen Natur nach seinen Sitz“ habe.
Seine akademische Tätigkeit endete 1842 mit der Ernennung zum Großkanzler durch Friedrich Wilhelm IV. Gleichzeitig wurde er damit preußischer „Minister für Revision der Gesetzgebung“ im Gesetzgebungsministerium. Sein besonderes Verdienst ist in dieser Funktion die Vorbereitung der Gesetzgebung für das Wechselrecht sowie des zukünftigen Obligationen- und Handelsrechts.

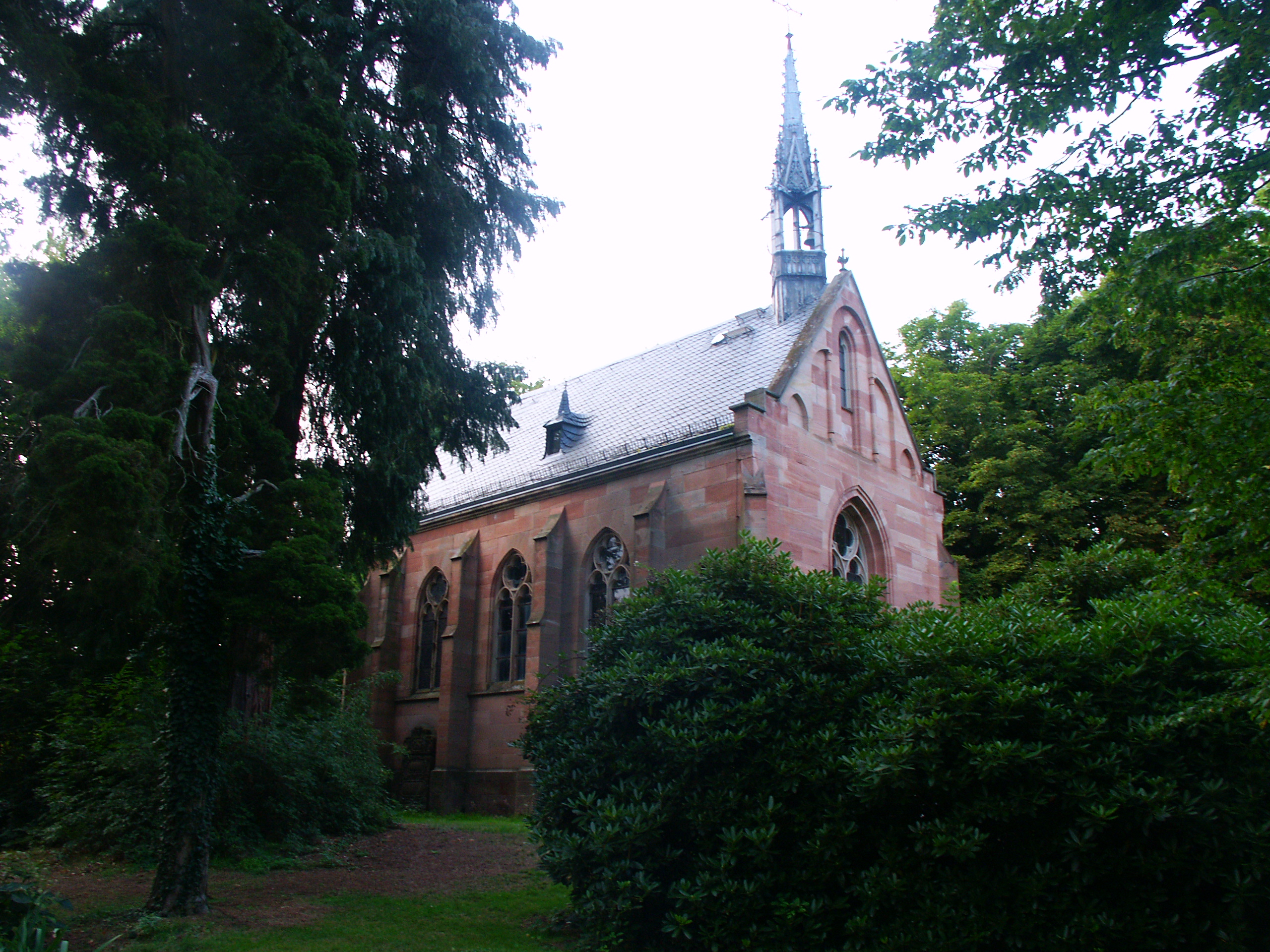
Kapelle des Hof Trages

Bei Ausbruch der Revolution von 1848 trat Savigny zurück. 1850 erschien das Werk Vermischte Schriften und 1853 als Ergänzung zum System des heutigen römischen Rechts das Obligationenrecht. Im November 1854 berief der König Savigny aus „allerhöchstem Vertrauen“ in das Preußische Herrenhaus und ernannte ihn zum Kronsyndikus. Diese Ämter übte er aber nie aus.
Savigny verstarb am 25. Oktober 1861 in Berlin. Zu seiner Totenfeier erschien – so wird berichtet – König Wilhelm I. mit sämtlichen Prinzen. Sein Grab befand sich in Berlin-Mitte in der St.-Hedwigs-Kathedrale. 1875 wurde der Sarg auf das Familiengut Hof Trages im heutigen Freigericht bei Hanau überführt und ist dort in der Gruft der Kapelle des Anwesens neben dem seiner Frau beigesetzt.

## Historische Rechtsschule und Bedeutung Savignys
Savignys Anliegen war die Erneuerung der Rechtswissenschaft. Befreien wollte er sie von allen vernunftrechtlichen Spekulationen, die die späten Naturrechtler wie Samuel von Pufendorf im radikalen und Christian Thomasius im relativierten Sinne betrieben haben. Dogmatisch war die Rechtswissenschaft entlang des rezipierten römischen Rechts von den epochalen Vorläufern im Wesentlichen nur ausgelegt worden, insbesondere von den Konsiliatoren und gerade zuletzt noch vom Usus modernus pandectarum. Bei der Erneuerung sollten politisch unkritische und unphilosophische Abstraktionen, insbesondere die „Traditionsfeindlichkeit des späten Vernunftrechts“, zugunsten eines historisch-kulturpolitischen Auftrags abgestoßen werden. Savignys Vorstellungen gründeten dabei auf der Rechtslehre Kants, weil Kant der Freiheit den Raum vorgedacht hatte, den das „selbständige Daseyn“ des Rechts benötigen würde, die autonome Sittlichkeit der Person zu ermöglichen und nicht etwa zu erzwingen.

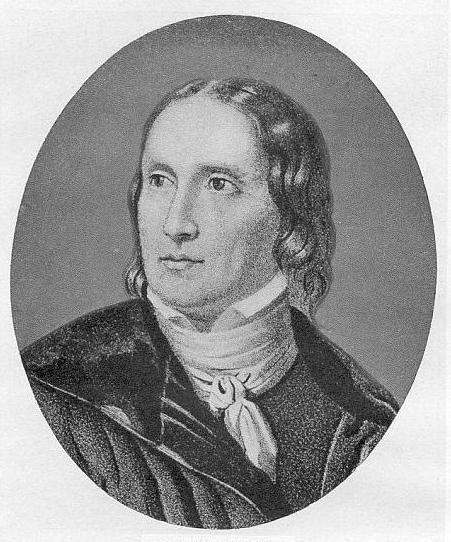
Friedrich Carl von Savigny

Die von Savigny begründete Historische Rechtsschule ging von einem an Georg Wilhelm Friedrich Hegel, auch Johann Gottfried Herder, angelehnten organisch gewachsenen Volksgeist aus. Dabei unterwarf er Recht einem zweistufigen Entwicklungsgang, prioritär geprägt von Sitte und Volksglaube, sekundär von Jurisprudenz. Das galt für ihn auch für das römische Recht, das die Juristen wissenschaftlich in Händen hielten und das er in Abgrenzung zur Gesetzgebung als Gewohnheitsrecht bezeichnete, was im heutigen Sinne des Begriffs missverständlich ist. Da Recht im Verständnis Savignys Kultur sei und Kultur „geistige Tradition“, diese bezüglich des römischen Rechts sogar „literarische Tradition“, nähre sich der Volksgeist aus einem dahingehenden Bewusstsein und führte so zu Volksüberzeugungen. Savigny untersuchte das (insbesondere) römische Recht nicht nach geschichtsphilosophischen Gesichtspunkten. Seine Programmschriften sind stattdessen justiz- und kulturpolitisch relevant und sie sind der preußischen Restauration verpflichtet, dies sicherlich auch aufgrund seiner persönlichen aristokratischen Herkunft. Dabei nahm er eine gemäßigt konservative Haltung ein.
Der Zeitgeist war von antipoden Grundentscheidungen geprägt, die sich in literarischer Hinsicht auch in der Weimarer Klassik spiegelt. Savigny trug den Disput mit Thibaut aus. Jener stand für ein junges Nationalgefühl, das im Rahmen lebhafter demokratischer Politik und tätiger Rechtspraxis sich bestätigen sollte. Am Vorabend der Restauration setzte er zudem auf positives Recht, gleich den großen naturrechtlichen Kodifikationen, wie dem Code civil oder dem preußischen allgemeinen Landrecht. Er versprach sich davon neben Rechtsverbindlichkeit eine Aufnahme des Willens und der Bedürfnisstruktur einer aktuellen Gesellschaft. Anders Savigny; er war der aristokratischen Kultur verhaftet und sein reformerischer Ansatz entstand aus der Mitte langer europäischer Tradition. Er setzte auf den wissenschaftlichen Aspekt des Rechts und wünschte sich das Recht in die Hände versierter Juristen gelegt, damit es wachsen kann und fortschrittsfähig bleibt. Kodifikationen – wie von Thibaut vorgeschlagen – könnten einem Volks- und Nationalgeist nicht zu humanistisch verantwortlicher Vollendung verhelfen, sie seien Momentaufnahmen partikularer Interessen, was sich am revolutionären Geist des Code civil ebenso zeige, wie am altständischen Recht der Preußen. Savigny mutmaßte, dass Gesetzgebung bei einer unvollkommenen Dogmatik schädlich und bei einer vollkommenen Dogmatik entbehrlich sei. Er feierte dabei das römische Leitbild des prätorischen Edikts.
Der Rechtshistoriker Franz Wieacker attestiert Mitte der 1960er Jahre Savigny, er sei aufgrund seiner geistigen und ästhetischen Gaben „ein Klassiker der Rechtswissenschaft, ein Fürst der Wissenschaft seiner Zeit und ein Meister unserer Sprache geworden“. Als einer der wenigen Juristen aller Zeiten, sei er in das allgemeine Bildungsbewusstsein eingegangen und habe „Nationalliteratur“ verfasst.
Auch Uwe Wesel erkennt in Savigny nicht allein eine eindrucksvolle Lehrpersönlichkeit, die sich mit Macht gegen das staatlicherseits gern favorisierte Naturrecht auflehnte, dies mit hochbegabter Rhetorik und -talentierter Stilistik. Savigny sei gar „der Säulenheilige der deutschen Rechtswissenschaft“ des 19. Jahrhunderts gewesen. Savigny habe den Professorenstand in einer Zeit aufgewertet, als reiche Aristokraten wie er, sich gewöhnlicherweise kaum dem Beruf des Rechtslehrers verschrieben hätten.
Paul Koschaker ergänzt: Savignys Schule „verdanke Deutschland seinen Ruhm in der Rechtswissenschaft“, über die Staatsgrenzen weit hinaus in Europa, ja der ganzen Welt.
Zu seinem Gedenken wird die einst von Savigny und seinen Kollegen herausgegebene „Zeitschrift für geschichtliche Rechtswissenschaft“ im Rahmen einer nach ihm benannten Stiftung in drei Kategorien fortgeführt: Zeitschrift der Savigny-Stiftung für Rechtsgeschichte, Abteilung GA, RA und KA.

## Werke

### Kurzabrisse
Bereits Savignys erstes Hauptwerk gilt als Meilenstein der Rechtsliteratur, Das Recht des Besitzes. Eine civilistische Abhandlung aus dem Jahr 1803. Bei der Würdigung des Werkes wird weniger die rechtsdogmatische Bearbeitung des Themas hervorgehoben, mehr dafür die Verwirklichung des Ideals einer neuen Rechtswissenschaft. Das Werk wirke wie eine künstlerische Gesamtschöpfung aus der Wissenschaftslehre, der es nicht mehr wie in Zeiten des „Usus modernus“ fokussiert um Quellenforschung und Auslegung der Quellen ginge. Verstanden wird es als Schnittentwurf der klassischen dogmatischen Monographie der deutschen Pandektenwissenschaft. Das Werk wurde 1806 aktualisiert und erweitert.
1814 erschien Savignys Streitschrift Vom Beruf unserer Zeit für Gesetzgebung und Rechtswissenschaft. Sie richtet sich gegen Thibauts Schrift Über die Notwendigkeit eines allgemeinen bürgerlichen Rechts für Deutschland. Hier kollidieren die Vorstellungen um die Notwendigkeit einer zügigen Kodifikation des Zivilrechts, eine Kontroverse, die als „Kodifikationsstreit“ in die Rechtsgeschichte einging.
Ab 1815 erschien die Geschichte des römischen Rechts im Mittelalter. In 7 Bänden widmet sich diese Konzeption als Programmschrift der geistigen Mediation des antiken römischen Rechts mit dem in Europa in Schritten rezipierten römischen Rechts ab dem Hochmittelalter sowie der Hermeneutik der aktuell geltenden Rechtsstoffe. Savigny betont besonders, dass die europäische Rechtskultur (der Gegenwart) und die Tradition der antiken Rechtsstoffe eine geschichtliche Einheit bilden. In der kurz zuvor im Jahr 1814 begründeten Zeitschrift für geschichtliche Rechtswissenschaft wird im Einleitungsaufsatz deutlich, dass Savigny Wert auf die Unterscheidung „historischer“ und „unhistorischer Schule“ legte. Letzterer hielt er vor, Recht aus eigener Kraft und Einsicht hervorbringen zu wollen, außerhalb jedweden historischen Verständnisses.

### Überblick

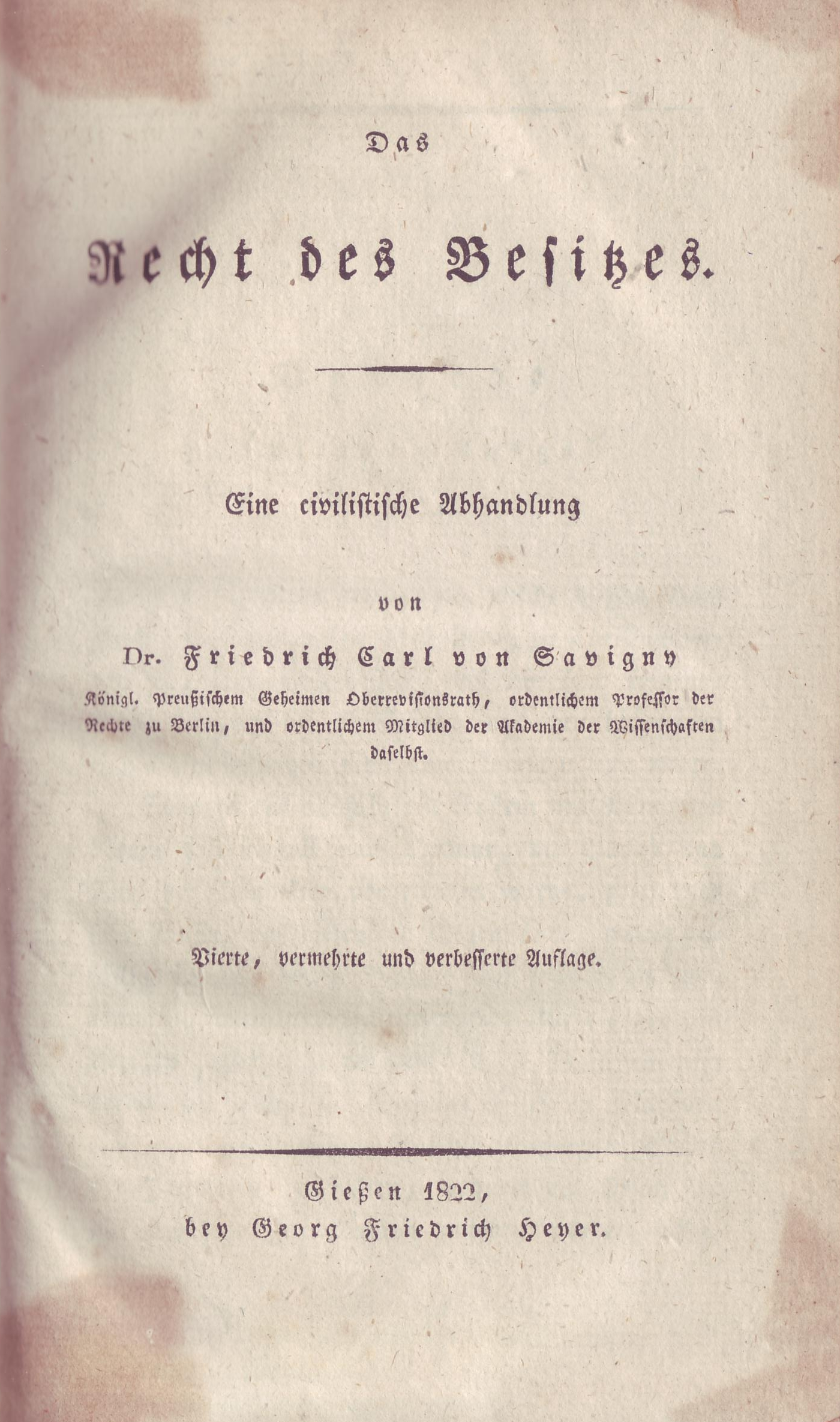
„Recht des Besitzes“, Frontseite der 4. Auflage (1822)

- Das Recht des Besitzes. Eine civilistische Abhandlung, 1. Auflage, Heyer, Gießen 1803.
  - 7. Auflage. Hrsg. von Adolf August Friedrich Rudorff. Carl Gerold’s Sohn, Wien 1865.
- Verbesserungen und Zusätze zur ersten Ausgabe der Abhandlung vom Besitz, Heyer, Gießen, 1806.
- Vom Beruf unserer Zeit für Gesetzgebung und Rechtswissenschaft. 1. Auflage. Mohr und Zimmer, Heidelberg, 1814 (Digitalisat und Volltext im Deutschen Textarchiv). 3. Auflage, J. C. B. Mohr, Heidelberg, 1840
- Geschichte des römischen Rechts im Mittelalter, 7 Bände, 1815 bis 1831 (2. Aufl. Bde. 1–3 1834, Bde. 4–6 1850, Bd. 7 1851)
- System des heutigen römischen Rechts, 8 Bände, 1840 bis 1849
  - Bd. 1. Veit, Berlin 1840. (Digitalisat und Volltext im Deutschen Textarchiv)
  - Bd. 2. Veit, Berlin 1840. (Digitalisat und Volltext im Deutschen Textarchiv)
  - Bd. 3. Veit, Berlin 1840. (Digitalisat und Volltext im Deutschen Textarchiv)
  - Bd. 4. Veit, Berlin 1841. (Digitalisat und Volltext im Deutschen Textarchiv)
  - Bd. 5. Veit, Berlin 1841. (Digitalisat und Volltext im Deutschen Textarchiv)
  - Bd. 6. Veit, Berlin 1847. (Digitalisat und Volltext im Deutschen Textarchiv)
  - Bd. 7. Veit, Berlin 1848. (Digitalisat und Volltext im Deutschen Textarchiv)
  - Bd. 8. Veit, Berlin 1849. (Digitalisat und Volltext im Deutschen Textarchiv)
- Vermischte Schriften, 1850
- Das Obligationenrecht als Theil des heutigen römischen Rechts
  - Bd. 1. Veit, Berlin, 1851.
  - Bd. 2. Veit, Berlin, 1853.

### Briefwechsel, Editionen
- Hessische Briefe des 19. Jahrhunderts. Briefe der Brüder Grimm an Savigny. Aus dem Savignyschen Nachlaß hrsg. in Verbindung mit Ingeborg Schnack von Wilhelm Schoof. Veröffentlichungen der Historischen Kommission für Hessen Band 23/01, Berlin 1953. https://doi.org/10.17192/eb2020.0287
- Hessische Briefe des 19. Jahrhunderts. Briefe Friedrich Creuzers an Savigny (1799–1850). Unter Mitarbeit von Ingeborg Schnack hrsg. von Hellfried Dahlmann (in Verbindung mit der Heidelberger Akademie der Wissenschaften). Veröffentlichungen der Historischen Kommission für Hessen Band 23/02, Berlin 1972, ISBN 3-503-00599-4. https://doi.org/10.17192/eb2021.0155
- Hessische Briefe des 19. Jahrhunderts. Der Briefwechsel zwischen Friedrich Carl von Savigny und Stephan August Winkelmann (1800–1804) mit Dokumenten und Briefen aus dem Freundeskreis. Gesammelt, hrsg. und kommentiert von Ingeborg Schnack. Veröffentlichungen der Historischen Kommission für Hessen Band 23/03, 1984, ISBN 3-7708-0800-2. https://doi.org/10.17192/eb2021.0156
- Hans Hattenhauer (Hrsg.): Thibaut und Savigny. Ihre programmatischen Schriften. 2. Auflage. Verlag Franz Vahlen, München 2002, ISBN 3-8006-2783-3.

### Aufsätze
- Beiträge in der Zeitschrift für geschichtliche Rechtswissenschaft Digitalisat aller Jahrgänge

## Ehrungen

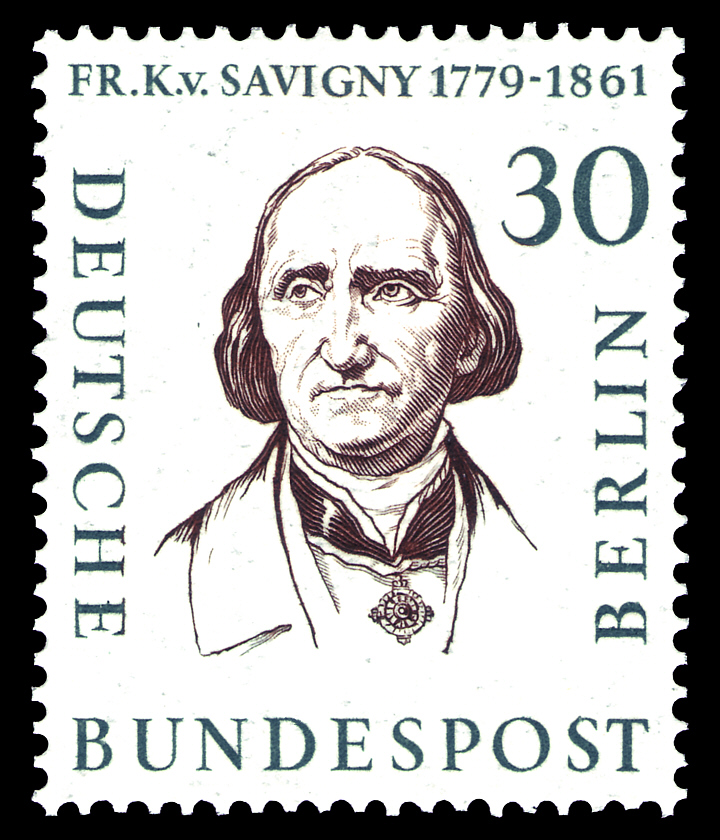
Briefmarke der Deutschen Bundespost Berlin (1957)

- 1811 Ordentliches Mitglied der Preußischen Akademie der Wissenschaften[29]
- 1832 Assoziiertes Mitglied der Königlich Niederländischen Akademie der Wissenschaften, ab 1855 auswärtiges Mitglied[30]
- 1839 Auswärtigen Mitglied der Bayerischen Akademie der Wissenschaften[31]
- 1842 Orden Pour le Mérite für Wissenschaften und Künste[32]
- 1853 Bayerischer Maximiliansorden für Wissenschaft und Kunst[33]
- 1855 Schwarzer Adlerorden[34]
- Der Savignyplatz in Berlin-Charlottenburg ist seit 1887 nach ihm benannt.
- An Savigny erinnert eine Statue am Nordflügel des Reichsgerichtsgebäudes in Leipzig (heute Sitz des Bundesverwaltungsgerichts) die dort neben Statuen anderer bedeutender Rechtsgelehrter, die für die Rechtseinheit wichtige Beiträge geleistet haben, steht (Eike von Repgow, Johann Jacob Moser, Johann von Schwarzenberg, Carl Gottlieb Svarez, Paul Johann Anselm von Feuerbach).
- Das Juristische Seminar in Marburg, in dem sich Professorenbüros und Dekanat befinden, ist nach ihm Savignyhaus benannt.
- Die Savigny-Stiftung wurde in seinem Todesjahr von seinen Freunden ins Leben gerufen, um sein Lebenswerk fortzusetzen. Die Stiftung veranstaltete Preisausschreiben (das bedeutendste gewann Otto Lenel mit dem Edictum perpetuum) und trug zur Finanzierung der Zeitschrift für Rechtsgeschichte bei, die seit 1861 den Namen Zeitschrift der Savigny-Stiftung für Rechtsgeschichte (ZRG) trägt, obwohl die Stiftung seit 1923 ruht. Diese Zeitschrift der Savigny-Stiftung für Rechtsgeschichte erschien 2008 zum 125. Mal.
- Die Savignystraße in Landshut, einem Wirkungsort Savignys, trägt ihm zu Ehren ihren Namen.[35]

### Monographien
- Iris Denneler: Friedrich Karl von Savigny. Verlag Stapp, Berlin 1985, ISBN 3-87776-168-2.
- Benjamin Lahusen: Alles Recht geht vom Volksgeist aus. Friedrich Carl von Savigny und die moderne Rechtswissenschaft. Nicolai Verlag, Berlin 2013, ISBN 978-3-89479-724-9.
- Stephan Meder: Urteilen. Elemente von Kants reflektierender Urteilskraft in Savignys Lehre von der juristischen Entscheidungs- und Regelfindung. Frankfurt am Main 1999, ISBN 3-465-03010-9.
- Dieter Nörr: Savignys philosophische Lehrjahre. Frankfurt am Main 1994, ISBN 3-465-02637-3.
- Matthias von Rosenberg: Friedrich Carl von Savigny (1779–1861) im Urteil seiner Zeit. Verlag Lang, Frankfurt am Main 2000, ISBN 3-631-35903-9.
- Adolf August Friedrich Rudorff: Friedrich Carl von Savigny. Böhlau Verlag 1862 (Digitalisat online)
- Bernd Mertens: Gönner, Feuerbach, Savigny. Über Deutungshoheit und Legendenbildung in der Rechtsgeschichte. Mohr Siebeck, Tübingen 2018, ISBN 978-3-16-156575-5.
- Joachim Rückert: Idealismus, Jurisprudenz und Politik bei Friedrich Carl von Savigny. 2. Auflage, Klostermann, Frankfurt/M. 2022, ISBN 978-3-465-04366-9.
- Stephan Meder: Savignys Weg in die juristische Moderne. Romantik, Gender, Religion, Wissenschaft, Schwabe Verlag, Berlin 2023, ISBN 978-3-7574-0108-5.
- Franz Peter Bremer: Der junge Savigny zwischen Frühromantik und Rechtswissenschaft (1799–1806). Edition von Auszügen eines biographischen Versuchs, hrsg. von Stephan Meder. Schwabe Verlag, Berlin 2024, ISBN 978-3-7574-0120-7.

### Gesamtdarstellungen der Rechtsgeschichte, Biographische Nachschlagewerke, Zeitschriften
- Sérgio Fernandes Fortunato: Vom römisch-gemeinen Recht zum Bürgerlichen Gesetzbuch. ZJS. Band 4, 2009, S. 327–338. (PDF; 175 kB).
- Ingeborg Koza: Friedrich Carl von Savigny. In: Biographisch-Bibliographisches Kirchenlexikon (BBKL). Band 8, Bautz, Herzberg 1994, ISBN 3-88309-053-0, Sp. 1447–1453 (Artikel/Artikelanfang im Internet-Archive am 2007-06-29).
- Ernst Landsberg: Savigny, Friedrich Karl von. In: Allgemeine Deutsche Biographie (ADB). Band 30, Duncker & Humblot, Leipzig 1890, S. 425–452.
- Dieter Nörr: Savigny, Carl von. In: Neue Deutsche Biographie (NDB). Band 22, Duncker & Humblot, Berlin 2005, ISBN 3-428-11203-2, S. 470–473 (Digitalisat).
- Klaus-Peter Schroeder: Vom Sachsenspiegel zum Grundgesetz – eine deutsche Rechtsgeschichte in Lebensbildern. Heidelberg 2002, S. 85–113.
- Gerhard Wesenberg, Gunter Wesener: Neuere deutsche Privatrechtsgeschichte im Rahmen der europäischen Rechtsentwicklung. 4. Auflage. Wien / Köln / Graz 1985, ISBN 3-205-08375-X, S. 170–181.
- Franz Wieacker: Privatrechtsgeschichte der Neuzeit. 2. Auflage. Göttingen 1967, S. 348–430 (grundlegend).
- Erik Wolf: Grosse Rechtsdenker der deutschen Geistesgeschichte. 4. Auflage. Mohr, Siebeck, 1963, ISBN 3-16-627812-5, S. 467–542.